# Lathrop (Missouri)
Lathrop is een plaats (city) in de Amerikaanse staat Missouri, en valt bestuurlijk gezien onder Clinton County.

## Demografie
Bij de volkstelling in 2000 werd het aantal inwoners vastgesteld op 2092.
In 2006 is het aantal inwoners door het United States Census Bureau geschat op 2317, een stijging van 225 (10,8%).

## Geografie
Volgens het United States Census Bureau beslaat de plaats een oppervlakte van
3,6 km², geheel bestaande uit land. Lathrop ligt op ongeveer 325 m boven zeeniveau.

## Plaatsen in de nabije omgeving
De onderstaande figuur toont nabijgelegen plaatsen in een straal van 16 km rond Lathrop.